# Arctia continua
Arctia continua är en fjärilsart som beskrevs av O. Schultz 1905. Arctia continua ingår i släktet Arctia och familjen björnspinnare. Inga underarter finns listade i Catalogue of Life.